# Nébivolol
Le nébivolol est une molécule de la classe des bêta-bloquants, utilisée pour traiter l'hypertension artérielle et l'insuffisance cardiaque.
Il a été breveté en 1983 et mis sur le marché en 1997.

## Mode d'action
Diminue l'arrivée des influx nerveux sur le cœur et la contraction des vaisseaux sanguins, réduit la consommation en oxygène du cœur et bloque certaines fonctions du système nerveux sympathique. C'est un antagoniste des récepteurs β1 (il bloque ces récepteurs empêchant ainsi leur activation — c'est le plus cardiosélectif) responsables de l'augmentation de la fréquence cardiaque. Le nébivolol diminue la fréquence cardiaque (ainsi que la tension). Il est également agoniste des récepteurs β3, permettant la libération de monoxyde d'azote vasodilatatrice.
Dans une expérience en laboratoire menée sur du tissu cardiaque biopsié, le nébivolol s'est avéré être le plus β1-sélectif des β-bloquants testés, étant environ 3,5 fois plus β1-sélectif que le bisoprolol, et hautement cardiosélectif à 5 mg.
L'analyse systématique de la littérature a montré qu'il était le β-bloquant le plus efficace pour le contrôle de la pression artérielle.
Comme d'autres bêtabloquants, ce produit peut rendre positif aux tests de dépistage antidopage[réf. souhaitée].

## Effets indésirables
Dernier β-bloquant mis sur le marché et ayant l'avantage d’être le plus cardiosélectif de tous, des effets indésirables type spasmes des muscles lisses (bronchospasmes, extrémités froides, troubles du transit intestinal), impuissance et troubles métaboliques (augmentation des triglycérides, diminution du cholestérol HDL, augmentation de la glycémie) sont donc moins présents que pour les autres. Il est bien toléré chez les hypertendus porteurs d'une bronchopneumopathie chronique obstructive.
Son haut degré de lipophilie est associé à un plus haut risque de manifestations neurologiques : syndrome dépressif, insomnies, fatigue, impuissance, cauchemars[réf. souhaitée].